# Queer Cargo
Pour plus de détails, voir Fiche technique et Distribution.
Queer Cargo (ou Pirates of the Seven Seas) est un film britannique réalisé par Harold D. Schuster, sorti en 1938.
Le film est d'abord sorti sous le titre Queer Cargo ; il a été renommé Pirates of the Seven Seas lors de sa sortie aux États-Unis en 1941. Il marque les débuts à l'écran de Geoffrey Toone (en), dans le rôle du lieutenant Stocken.

## Synopsis
Le capitaine Harley (John Davis Lodge), commandant d'un navire britannique en route pour Singapour, où il a été chargé par le propriétaire du bateau d'amener une perle de grande valeur, est confronté à un équipage rebelle. Une mutinerie éclate à bord, peu avant que le navire soit attaqué par des pirates ...

## Fiche technique
- Titre : Queer Cargo
- Titre alternatif : Pirates of the Seven Seas
- Réalisation : Harold D. Schuster
- Scénario : Noel Langley, Patrick Kirwan, Walter Summers
- Dialogues :
- Production : Walter C. Mycroft (en)
- Directeur de production :
- Société de production : Associated British Picture Corporation
- Directeur de la photographie : Otto Kanturek
- Cadreur :
- Musique originale :
- Direction musicale :
- Direction artistique : John Mead
- Décorateur de plateau :
- Effets spéciaux :
- Montage :
- Son :
- Costumes :
- Langue : Anglais
- Pays d'origine :  Royaume-Uni
- Format : Noir et blanc - Son : Mono
- Genre : Film d'aventure
- Durée : 61 minutes
- Dates de sortie :
  -  Royaume-Uni : 1938
  -  États-Unis : 3 avril 1941

## Distribution
- John Davis Lodge : Capitaine Harley
- Kenneth Kent : Vibart
- Louis Borel : Benson
- Judy Kelly (en) : Ann Warren
- Wylie Watson : Révérend James Travers
- Bertha Belmore (en) : Henrietta Travers
- Geoffrey Toone (en) : Lieutenant Stocken
- Frank Cochran : Ho Tang
- Frank Pettingell : Dan
- Jerry Verno : Slops